# Sphaeriodesmus coriaceus
Sphaeriodesmus coriaceus är en mångfotingart som beskrevs av Pocock 1909. Sphaeriodesmus coriaceus ingår i släktet Sphaeriodesmus och familjen Sphaeriodesmidae. Inga underarter finns listade i Catalogue of Life.